# Zangentulus sinensis
Zangentulus sinensis är en urinsektsart som beskrevs av Yin 1983. Zangentulus sinensis ingår i släktet Zangentulus och familjen lönntrevfotingar. Inga underarter finns listade i Catalogue of Life.